# Frågan är fri
Frågan är fri är ett svenskt intervjuprogram från 2024 vars första säsong består av sex avsnitt. I serien intervjuas några av Sveriges största profiler av reportrar som har autism eller intellektuell funktionsnedsättning. De ställer oväntade och ofiltrerade frågor och får unika svar. Då reportrarna sällan begränsas av vanliga journalistkonventioner överraskas de intervjuade. Programmet hade premiär på SVT1 och SVT Play den 10 november 2024.

## Medverkande
- Ulf Kristersson
- Carola Häggkvist
- Veronica Maggio
- Lars Lerin
- Camilla Läckberg
- Shima Niavarani